# Fanny Bury Palliser
Pour les articles homonymes, voir Palliser.

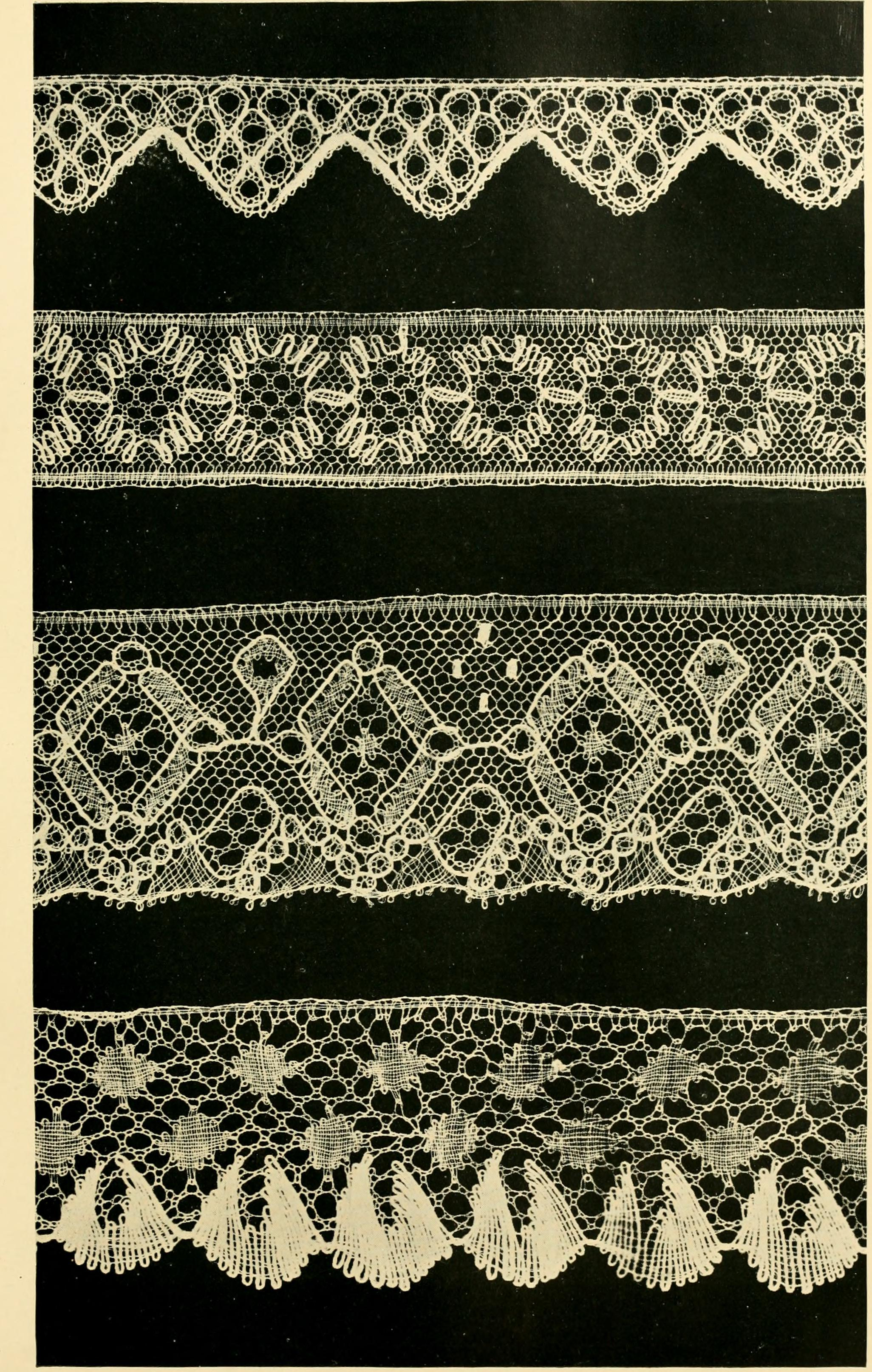
Exemple de page de "History of Lace" 1902

Fanny Bury Palliser, née le 23 septembre 1805 et morte le 16 janvier 1878, est une écrivaine britannique sur l'art et la dentelle.

## Biographie
Née le 23 septembre 1805, Fanny Bury Palliser est la fille de Joseph Marryat, député de Wimbledon, et de sa femme Charlotte, fille de Frederic Geyer de Boston, Massachusetts ; elle est une sœur de Frederick Maryat le romancier. En 1832, elle épouse le capitaine Richard Bury Palliser, mort en 1852, et avec qui elle a quatre fils et deux filles.
Fanny Bury Palliser joue un rôle de premier plan dans l'organisation de l'exposition internationale de dentelle tenue à South Kensington en 1874. Elle meurt à sa résidence, au 33 Russell Road, Kensington, le 16 janvier 1878, et est inhumée au cimetière de Brompton.

## Publications

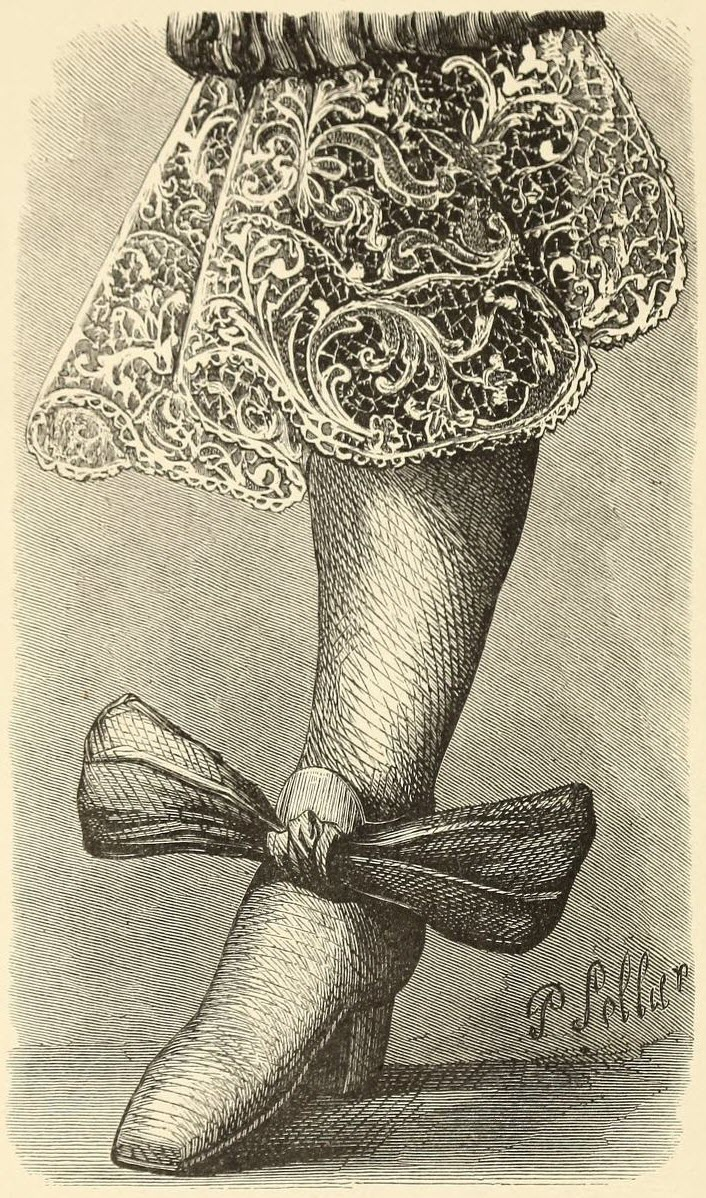
Illustration provenant du livre History of Lace (1875) de Fanny Bury Palliser.

Fanny Bury Palliser a contribué à Art Journal et à The Academy, et est l'auteure de :
- (en) The Modern Poetical Speaker, or a Collection of Pieces adapted for Recitation … from the Poets of the Nineteenth Century, Londres, 1845.
- (en) History of Lace, Londres, Sampson Low, son, & Marston, 1865, 460 p. (lire en ligne), avec de nombreuses illustrations[2]; 3ème édition 1875.
  - Histoire de la dentelle  (trad. Comtesse Gédéon de Clermont-Tonnerre), Paris, Librairie de Firmin-Didot Frères et Fils, 410 p. (lire en ligne)
- (en) Brittany and its Byways: some Account of its Inhabitants and its Antiquities, Londres, 1869.
- (en) Historic Devices, Badges, and War Cries, Londres, 1870; élargi et étendu à partir d'une série d'articles sur le sujet dans Art Journal.
- (en) A Descriptive Catalogue of the Lace and Embroidery in the South Kensington Museum, 1871; 2ème édition. 1873; 3ème édition 1881.
- (en) Mottoes for Monuments; or Epitaphs selected for Study or Application. Illustrated with Designs by Flaxman and others, Londres, 1872.
- (en) The China Collector's Pocket Companion, Londres, 1874; 2ème édition 1875.
- (en) A Brief History of Germany to the Battle of Königgratz, sur le plan des histoires de Mme Markham.

Elle a traduit à partir du français (en) Handbook of the Arts of the Middle Ages, 1855, de Charles Jules Labarte, et (en) History of the Ceramic Art et (en) History of Furniture, 1878, tous deux d'Albert Jacquemart. Elle a également aidé son frère aîné Joseph Marryat à réviser la deuxième édition (1857) de son (en) History of Pottery and Porcelain.